# العلاقات الألبانية الموريشيوسية
العلاقات الألبانية الموريشيوسية هي العلاقات الثنائية التي تجمع بين ألبانيا وموريشيوس.

## مقارنة بين البلدين
هذه مقارنة عامة ومرجعية للدولتين:
| وجه المقارنة                                              | ألبانيا                                                    | موريشيوس                 |
| --------------------------------------------------------- | ---------------------------------------------------------- | ------------------------ |
| المساحة (كم2)                                             | 28.75 ألف                                                  | 2.04 ألف                 |
| عدد السكان (نسمة)                                         | 3.02 مليون                                                 | 1.26 مليون               |
| الكثافة السكانية (ن./كم²)                                 | 105.04                                                     | 617.65                   |
| العاصمة                                                   | تيرانا                                                     | بورت لويس                |
| اللغة الرسمية                                             | اللغة الألبانية                                            | لغة إنجليزية، لغة فرنسية |
| العملة                                                    | ليك ألباني                                                 | روبي موريشي              |
| الناتج المحلي الإجمالي (بليون دولار)                      | 13.04 مليار                                                | 13.34 مليار              |
| الناتج المحلي الإجمالي (تعادل القوة الشرائية) بليون دولار | 33.17 مليار                                                | 25.36 مليار              |
| الناتج المحلي الإجمالي الاسمي للفرد دولار أمريكي          | 3.94 ألف                                                   | 9.25 ألف                 |
| الناتج المحلي الإجمالي للفرد دولار أمريكي                 | 11.11 ألف                                                  | 18.59 ألف                |
| مؤشر التنمية البشرية                                      | 0.764                                                      | 0.777                    |
| رمز المكالمات الدولي                                      | +355                                                       | +230                     |
| رمز الإنترنت                                              | .al                                                        | .mu                      |
| المنطقة الزمنية                                           | توقيت وسط أوروبا، ت ع م+01:00، ت ع م+02:00، أوروبا/تيرانا ‏ | ت ع م+04:00              |

## منظمات دولية مشتركة
يشترك البلدان في عضوية مجموعة من المنظمات الدولية، منها:
| علم المنظمة | اسم المنظمة                               | تاريخ انضمام ألبانيا | تاريخ انضمام موريشيوس |
| ----------- | ----------------------------------------- | -------------------- | --------------------- |
|             | الاتحاد البريدي العالمي                   | ?                    | ?                     |
|             | مؤسسة التنمية الدولية                     | 15 أكتوبر 1991       | 23 سبتمبر 1968        |
|             | منظمة حظر الأسلحة الكيميائية              | ?                    | ?                     |
|             | منظمة التجارة العالمية                    | ?                    | ?                     |
|             | الأمم المتحدة                             | 14 ديسمبر 1955       | 24 أبريل 1968         |
|             | وكالة ضمان الاستثمار متعدد الأطراف        | 15 أكتوبر 1991       | 28 ديسمبر 1990        |
|             | منظمة الشرطة الجنائية الدولية             | ?                    | ?                     |
|             | مؤسسة التمويل الدولية                     | 15 أكتوبر 1991       | 23 سبتمبر 1968        |
|             | الاتحاد الدولي للاتصالات                  | 2 يونيو 1922         | 30 أغسطس 1969         |
|             | البنك الدولي للإنشاء والتعمير             | 15 أكتوبر 1991       | 23 سبتمبر 1968        |
|             | المركز الدولي لتسوية المنازعات الاستشارية | 14 نوفمبر 1991       | 2 يوليو 1969          |
|             | يونسكو                                    | 16 أكتوبر 1958       | 25 أكتوبر 1968        |

## وصلات خارجية
- موقع وزارة الخارجية الألبانية